# Musée de la Brasserie de Warneton
Le Musée de la Brasserie de Warneton est un musée local lié à la microbrasserie de La Poste et au cabaret La Malle Poste. Il se trouve dans la commune hennuyère de Comines-Warneton, dans la section de Warneton.

## Histoire
Le musée est situé dans l'ancienne brasserie La Poste fondée par Hector Van Windekens qui y commence la production en 1857. Sa bière était vendue dans plus de 40 cafés et cabarets de la région. Après la destruction de la brasserie pendant la Première Guerre mondiale (1914-1918), la production a été redémarrée et une brasserie plus grande est construite. L'entreprise familiale a continué d'exister jusqu'en 1976, après quoi la brasserie a été donnée à la Société d'Histoire de Comines-Warneton et sa région dans le but d'en faire un musée. Après diverses activités de rénovation et de conservation, le musée a ouvert ses portes en 2009.
Après un appel à candidature lancé par la ville de Comines-Warneton, la gestion du musée est intégrée à un projet de reprise de la Malle-Poste (café afférant sur le quai) par deux maître-brasseurs français. Une micro-brasserie intègre également le projet. Après des débuts compliqués, l'ensemble bar, micro-brasserie et musée fonctionne sous cette forme avec un certain succès.

## Musée
Le processus de brassage est expliqué sur la base de l'installation de la brasserie. La bière brassée ici peut également être dégustée. De par son activité Horeca, le musée n'est toutefois pas officiellement reconnu sous cette appellation par la Communauté française de Belgique.
Il s'agit toutefois d'un point de passage touristique important repris au sein de plusieurs parcours touristiques.